# بير فيستاد
بير فيستاد (بالسويدية: Per Fjästad)‏ (15 مارس 1883 – 18 أكتوبر 1955) هو سبّاح سويدي راحل، مثّل بلاده في الألعاب الأولمبية الصيفية 1908.

## روابط خارجية
بير فيستاد على موقع أوليمبيديا (الإنجليزية)
- بير فيستاد على موقع اللجنة الأولمبية السويدية (السويدية)